# کوین سالیوان
کوین سالیوان (انگلیسی: Kevin Sullivan) رئیس شرکت «سالیوان انترتینمنت» و همچنین کارگردان فیلم، تهیه‌کننده، فیلم‌نامه‌نویس اهل کانادا است.
از فیلم‌ها یا مجموعه‌های تلویزیونی که وی در آن‌ها نقش داشته است، می‌توان به مصاحبه، رؤیای سبز و قصه‌های جزیره اشاره نمود.

## چهارگانه آن شرلی
1. آن در گرین گیبلز (فیلم ۱۹۸۵) (Anne of Green Gables 1985 film) - نام دیگر : سریال رویای سبز
2. آن در گرین گیبلز، دنباله (فیلم ۱۹۸۷) (Anne of Green Gables: The Sequel 1987 film)
3. آن در گرین گیبلز : ادامه داستان (مجموعه تلویزیونی ۲۰۰۰) (Anne of Green Gables: The Continuing Story 2000)
4. آن در گرین گیبلز، یک شروع تازه (فیلم ۲۰۰۸) (Anne of Green Gables: A New Beginning 2008 film)